# Placówka Straży Celnej „Bonisław”

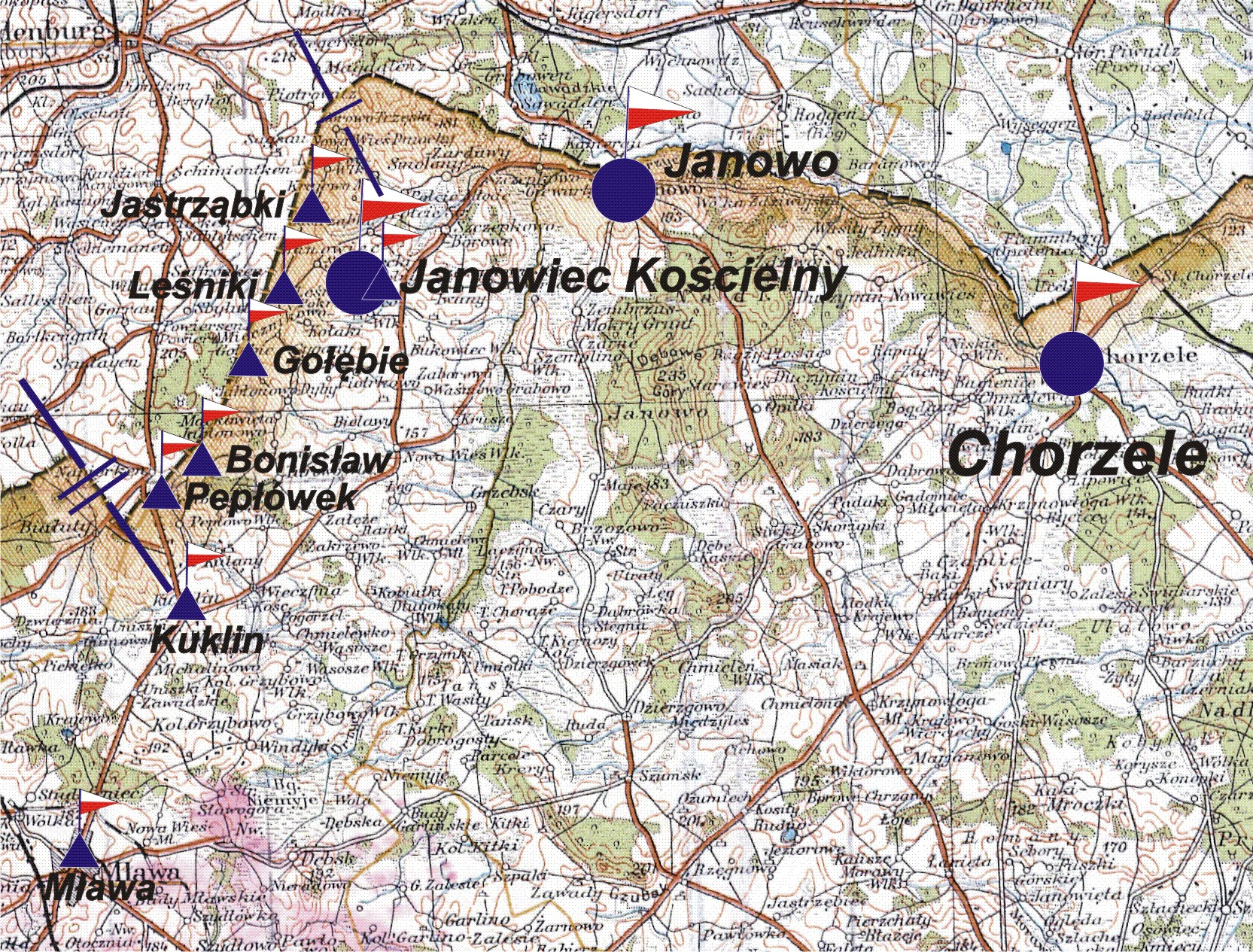
Rozmieszczenie placówek SC komisariatu "Janowiec Kościelny" w 1926 roku

Placówka Straży Celnej „Bonisław” – jednostka organizacyjna Straży Celnej pełniąca w okresie międzywojennym służbę ochronną na granicy polsko-niemieckiej.

## Formowanie i zmiany organizacyjne
Na wniosek Ministerstwa Skarbu, uchwałą z 10 marca 1920 roku, powołano do życia Straż Celną. Od połowy 1921 roku jednostki Straży Celnej rozpoczęły przejmowanie odcinków granicy od pododdziałów Batalionów Celnych. Proces tworzenia Straży Celnej trwał do końca 1922 roku. Placówka Straży Celnej „Bonisław” weszła w podporządkowanie komisariatu Straży Celnej „Janowiec Kościelny” z Inspektoratu SC „Praszka”.
W drugiej połowie 1927 roku przystąpiono do gruntownej reorganizacji Straży Celnej. W praktyce skutkowało to rozwiązaniem tej formacji granicznej. Ochronę północnej, zachodniej i południowej granicy państwa przejęła powołana z dniem 2 kwietnia 1928 roku Straż Graniczna.
Rozkazem nr 1 z 12 marca 1928 roku w sprawach organizacji Mazowieckiego Inspektoratu Okręgowego Naczelny Inspektor Straży Celnej gen. bryg. Stefan Pasławski określił strukturę organizacyjną komisariatu SG „Działdowo”. W roku 1933 placówka Straży Granicznej I linii „Bonisław”  była w strukturze tegoż komisariatu. 

## Służba graniczna
Sąsiednie placówki
- placówka Straży Celnej „Gołębie” ⇔ placówka Straży Celnej „Pepłówek” − 1926[1][10]

## Funkcjonariusze placówki
Kierownicy placówki
| stopień    | imię i nazwisko, numer      | okres pełnienia służby | kolejne stanowisko |
| ---------- | --------------------------- | ---------------------- | ------------------ |
| przodownik | Franciszek Krukowski (1016) | był w 1926             |                    |

Obsada personalna placówki w 1926:
- przodownik Franciszek Krukowski (1016)
- strażnik Stanisław Jankowski (552)
- strażnik Michał Plawczyk (548)
- strażnik Feliks Śmiałkowski (536)
- strażnik Stanisław Izdebski (371)
- strażnik Stefan Kiliś (577)